# Липно (водохранилище)
Ли́пно (чеш. nádrž Lipno) — самое большое в Чехии водохранилище, с протяжённостью береговой линии около 150 км, расположенное на реке Влтава в горах Шумаве, Южночешский край, Чехия. Площадь — 48,7 км². Длина достигает 45 километров. Максимальная ширина — 10 км. По правобережью водохранилище простирается до государственной границы с Австрией. Средняя глубина — 6,5 м, максимальная глубина — 21 м. Объём водохранилища 36 млн м³.
Высота над уровнем моря — 729 м.
Плотина расположена в деревне Липно-над-Влтавой. Высота плотины — 25 м, длина — 296 м.
Решение о сооружении водохранилища и строительстве ГЭС в верховьях Влтавы было принято в целях предотвращения наводнений в расположенных ниже по течению реки городе Чески-Крумлов и других населённых пунктах. Подготовительные работы в Липно-над-Влтавой начались в 1951 году. Сооружение дамбы началось в 1952 году и было завершено в 1959 году.